# Studententag
Als Studententag werden im deutschen Sprachgebrauch etwa seit der Mitte des 19. Jahrhunderts in der Regel überregionale, mehr oder weniger repräsentative Studentenversammlungen bezeichnet. Von herausgehobener Bedeutung waren in der Vergangenheit insbesondere die Deutschen Studententage der jeweiligen Dachverbände Deutsche Studentenschaft (1919–1945) und Verband Deutscher Studentenschaften (1950–1965). Aber auch andere Organisationen (Studentengemeinden, Korporationsverbände, Fachvereine) bezeichne(te)n ihre Zusammenkünfte mitunter als Studententage.

## Eisenacher Studententag 1848
Erstmalige Erwähnung fand der Begriff im Zusammenhang mit dem zweiten Wartburgfest 1848 in Eisenach, als sich rund 1200 Studenten zu einem „allgemeinen Studententag“ versammelten, um politische Forderungen an die Frankfurter Nationalversammlung zu formulieren, darunter die Überführung aller Hochschulen in Nationaleigentum sowie die Beteiligung der Studenten an der Besetzung der Lehrstühle.

## Deutsche Studententage 1919–1945
In der Weimarer Republik und im Dritten Reich wurden die jährlichen Mitgliederversammlungen des damaligen Dachverbandes Deutsche Studentenschaft als Deutscher Studententag bezeichnet. Diese Praxis geht auf historische Vorbilder wie Landtag oder Reichstag zurück und ist in ähnlicher Form bis heute auch in anderen berufsständischen Organisationen (z. B. Deutscher Ärztetag) üblich.
Der 1. Deutsche Studententag fand vom 17.–19. 1919 in Würzburg statt, anlässlich dessen die Deutsche Studentenschaft gegründet wurde. Weitere Studententage fanden dort 1922 und 1923 sowie vom 22.–27. Mai 1939 statt. Besondere Bedeutung erlangte der 4. Deutsche Studententag von 1921 in Erlangen: Er beschloss das Erlanger Programm, in dem sowohl der Begriff des Werkstudenten geprägt als auch der Grundstein für die Entwicklung der heutigen Studentenwerke gelegt wurde.
Auf dem 14. Deutschen Studententag 1931 in Graz wurde erstmals ein Nationalsozialist an die Spitze der Deutschen Studentenschaft gewählt. In der Folgezeit verloren die Deutschen Studententage ihre Funktion als demokratisches Willensbildungsorgan der Studentenschaft und wurden ähnlich wie die Reichsparteitage zu bloßen Propagandaveranstaltungen. Stattdessen wurden auf Geheiß der Reichsstudentenführung ab 1938 in allen Hochschulstädten alljährliche „Studententage“ mit politischen Kundgebungen und sportlichen Wettkämpfen veranstaltet.

## Deutsche Studententage 1946–1965
Auch nach dem Zweiten Weltkrieg wurden die ersten Zusammenkünfte von Studentenvertretern in den damaligen Besatzungszonen wieder Studententage genannt. 1949 wurde der Verband Deutscher Studentenschaften (VDS) als Gesamtvertretung der westdeutschen Hochschulen gegründet, der zwischen 1950 und 1965 im zwei- bis dreijährigen Rhythmus insgesamt acht Deutsche Studententage ausrichtete. Diese sollten – außerhalb der regulären Mitgliederversammlungen des Verbandes – in einem größeren und repräsentativen Rahmen den studentischen Anliegen in der Öffentlichkeit Gehör verschaffen. Diese Großveranstaltungen mit bis zu 2000 Teilnehmern widmeten sich vorrangig Fragen der Hochschulreform oder der Studienförderung (Honnefer Modell), aber auch allgemeinpolitischen Themen wie z. B. der Haltung zur parlamentarischen Demokratie oder der deutschen Wiedervereinigung. An diesen Studententagen nahmen nicht selten führende Politiker (Theodor Heuss, Konrad Adenauer, Willy Brandt) und Wissenschaftler (Max Horkheimer, Carl Friedrich von Weizsäcker) teil.
| Datum          | Ort            | Name                                                                                                  | Quelle              |
| -------------- | -------------- | --- | ------------------- |
| 3.–5.7.1946    | Göttingen      | 1. Studententag der britischen Zone                                                                   | :297 ff. :115 f. :7 |
| 23.–26.1.1947  | Hamburg        | 2. Studententag der britischen Zone                                                                   | :116 f. :8 f.       |
| 6.–8.3.1947    | Heidelberg     | 1. Studententag der amerikanischen Zone                                                               | :117 f.             |
| 16.–19.4.1947  | Tübingen       | 1. Studententag der französischen Zone                                                                | :10                 |
| 19.–22.6.1947  | Halle (Saale)  | 1. Studententag der sowjetischen Zone                                                                 | :10                 |
| 15.–18.7.1947  | Bonn           | 3. Studententag der britischen Zone                                                                   | :308 :119 f.        |
| 4.–10.9.1947   | Seeshaupt      | 2. Studententag der amerikanischen Zone                                                               | :10–13              |
| 10.–12.10.1947 | Hannover       | Konferenz der Studenten der deutschen Länder unter Teilnahme der Kultusminister und Rektoren          | :311 :120 ff. :13   |
| 20.–23.1.1948  | Berlin         | Interzonaler Studententag                                                                             | :13 f. + 75 ff.     |
| 15.5.1948      | Frankfurt/Main | (west-)Deutscher Studententag                                                                         | :22                 |
| 15.5.1948      | Eisenach       | „Wartburgfest der deutschen Studentenschaft“                                                          |                     |
| 31.8.–3.9.1950 | Köln           | 1. Deutscher Studententag                                                                             |                     |
| 30.4.–3.5.1952 | West-Berlin    | 2. Deutscher Studententag                                                                             |                     |
| 2.–5.5.1954    | München        | 3. Deutscher Studententag: Die Verantwortung des Studenten gegenüber Volk und Staat                   |                     |
| 3.–6.5.1956    | Hamburg        | 4. Deutscher Studententag: Der Student in der Gesellschaft                                            |                     |
| 1.–4.5.1958    | Karlsruhe      | 5. Deutscher Studententag: Restaurieren – Reparieren – Reformieren. Die Universität lebendig erhalten |                     |
| 4.–8.4.1960    | Berlin         | 6. Deutscher Studententag: Abschied vom Elfenbeinturm                                                 |                     |
| 23.–27.4.1963  | Bochum         | 7. Deutscher Studententag: Studenten an neuen Universitäten                                           |                     |
| 25.–29.5.1965  | Bonn           | 8. Deutscher Studententag: Was ist dem Staat der Nachwuchs wert?                                      |                     |

## Studententage anderer Organisationen
Daneben bezeichneten und bezeichnen aber auch andere studentische Vereinigungen (Studentengemeinden, Korporationsverbände und Fachvereine) ihre Zusammenkünfte gerne als Studententag. So führten beispielsweise die katholischen (KDSE) als auch die evangelischen (ESGiD) Studentengemeinden in den 1950er und 1960er Jahren regelmäßig öffentlich beachtete Katholische bzw. Evangelische Studententage durch. In Österreich findet zweimal im Jahr der Studententag des Österreichischen Cartellverbandes (ÖCV) als Ort der Willensbildung des Studentenverbandes statt. Seit 1990 bezeichnen der Coburger Convent und die Deutsche Sängerschaft ihre früheren gemeinsamen Gesamtdeutschen Tagungen als Studententag. Und auch fachlich orientierte Studententage gibt es, so z. B. den seit 1993 stattfindenden „Internationalen Studententag der Metallurgie“.